# Valencia Club de Fútbol 2003-2004
Questa voce raccoglie le informazioni riguardanti il Valencia Club de Fútbol nelle competizioni ufficiali della stagione 2003-2004.

## Rosa
| N. |                      | Ruolo | Calciatore          |
| -- | -------------------- | ----- | ------------------- |
| 1  | Spagna (bandiera)    | P     | Santiago Cañizares  |
| 2  | Argentina (bandiera) | D     | Mauricio Pellegrino |
| 3  | Brasile (bandiera)   | D     | Fábio Aurélio       |
| 4  | Argentina (bandiera) | D     | Roberto Ayala       |
| 5  | Spagna (bandiera)    | D     | Carlos Marchena     |
| 6  | Spagna (bandiera)    | C     | David Albelda       |
| 7  | Brasile (bandiera)   | A     | Ricardo Oliveira    |
| 8  | Spagna (bandiera)    | C     | Rubén Baraja        |
| 9  | Spagna (bandiera)    | A     | Salva Ballesta      |
| 10 | Spagna (bandiera)    | C     | Miguel Ángel Angulo |
| 11 | Spagna (bandiera)    | A     | Juan Sánchez        |
| 12 | Spagna (bandiera)    | D     | Javier Garrido      |
| 13 | Spagna (bandiera)    | P     | Andrés Palop        |
| 14 | Spagna (bandiera)    | A     | Vicente Rodríguez   |
| 15 | Italia (bandiera)    | D     | Amedeo Carboni      |
| 16 | Uruguay (bandiera)   | C     | Fabián Canobbio     |
| 17 | Spagna (bandiera)    | D     | David Navarro       |
| 18 | Spagna (bandiera)    | C     | Jorge López         |
| 19 | Spagna (bandiera)    | C     | Francisco Rufete    |

| N. |                      | Ruolo | Calciatore            |
| -- | -------------------- | ----- | --------------------- |
| 20 | Spagna (bandiera)    | A     | Mista                 |
| 21 | Argentina (bandiera) | A     | Pablo Aimar           |
| 22 | Uruguay (bandiera)   | C     | Gonzalo de los Santos |
| 23 | Spagna (bandiera)    | D     | Curro Torres          |
| 24 | Spagna (bandiera)    | A     | Xisco Muñoz           |
| 25 | Mali (bandiera)      | C     | Mohamed Sissoko       |
| 26 | Spagna (bandiera)    | C     | Jaime Gavilán         |
| 27 | Spagna (bandiera)    | D     | Raúl Albiol           |
| 28 | Spagna (bandiera)    | P     | David Rangel          |
| 29 | Spagna (bandiera)    | A     | Borja Criado          |
| 30 | Spagna (bandiera)    | C     | Libero Parri          |
| 31 | Spagna (bandiera)    | D     | Vicente Verdejo       |
| 32 | Spagna (bandiera)    | D     | César Soriano         |
| 33 | Uruguay (bandiera)   | C     | Diego Alonso          |
| 34 | Spagna (bandiera)    | C     | Juanlu Hens           |
| 36 | Francia (bandiera)   | D     | Jean-Félix Dorothée   |
| 40 | Spagna (bandiera)    | A     | Francisco Soriano     |
| 7  | Norvegia (bandiera)  | A     | John Carew            |